# Bro, Norrtälje kommun
Bro är ett bebyggelseenhet sydväst om Edsbro i Edsbro socken i Norrtälje kommun, Stockholms län. SCB har för bebyggelsen i Bro och strax söder därom avgränsat en småort, tidigare namnsatt till Bro och Brotorp, från 2010 namnsatt till Bro och Björkhagen. 2015 hade småorten vuxit samman med tätorten Edsbro.